# Dragomirovo
Dragomirovo (bulgariska: Драгомирово) är ett distrikt i Bulgarien.   Det ligger i kommunen Obsjtina Svisjtov och regionen Veliko Tărnovo, i den centrala delen av landet, 180 km nordost om huvudstaden Sofia.